# Leopold Nitsch
Leopold Nitsch (14 agosto 1897 – 18 gennaio 1977) è stato un allenatore di calcio e calciatore austriaco, di ruolo attaccante.

## Carriera
Giocò tutta la carriera con il Rapid Vienna, club di cui divenne capitano e con cui vinse per 6 volte il campionato austriaco (1916, 1917, 1919, 1920, 1921, 1923) e per 3 volte la Coppa d'Austria (1919, 1920, 1927).
La sua prima esperienza da allenatore risale al 1924, quando la sua carriera da calciatore era ancora nel pieno: nell'estate di quell'anno venne infatti chiamatao a guidare la Nazionale bulgara alle Olimpiadi, dove venne eliminato al primo turno. Dopo il ritiro divenne allenatore a tempo pieno delle giovanili del Rapid Vienna, poi nel 1936 sostituì Edi Bauer sulla panchina della prima squadra. Guidò il Rapid durante tutto il periodo in cui il calcio austriaco era stato inglobato in quello della Germania in seguito all'Anschluss, vincendo un campionato tedesco (1941), una Coppa di Germania (1938) e 3 Coppe d'Austria (1938, 1940, 1941).

## Palmarès

### Giocatore

#### Competizioni nazionali
- Campionato austriaco: 6

Rapid Vienna: 1915-1916, 1916-1917, 1918-1919, 1919-1920, 1920-1921, 1922-1923
- Coppa d'Austria: 3

Rapid Vienna: 1918-1919, 1919-1920, 1926-1927

### Allenatore

#### Competizioni nazionali
- Campionato austriaco: 1

Rapid Vienna: 1937-1938, 1939-1940, 1940-1941
- Campionato tedesco: 1

Rapid Vienna: 1940-1941
- Coppa di Germania: 1

Rapid Vienna: 1938